# Servicio de Guardacostas de Galicia
El Servicio de Guardacostas de Galicia, (en gallego: Servizo de Gardacostas de Galicia), también conocido de modo extraoficial como Gardacostas de Galicia, es un organismo encargado de la guardia costera, vigilancia pesquera, búsqueda y salvamento y protección del medio marino en las aguas de la comunidad autónoma de Galicia, España. Depende directamente de la Consellería do Mar por medio de la Subdirección General de Guardacostas.
Su fundación como cuerpo de guardacostas data del año 2004, a raíz de la promulgación de la Ley 2/2004, de 21 de abril, por la que se crea el Servicio de Gardacostas de Galicia. El cuerpo de gardacostas surge de servicios que ya estaban en funcionamiento en la comunidad autónoma gallega, como eran el Servicio de Vigilancia Pesquera y el Servicio de Busca y Salvamento.

## Historia
Desde la promulgación del Estatuto de autonomía de Galicia en 1981, la comunidad autónoma gallega dispone de exclusividad en competencias de materia de pesca en aguas interiores, marisqueo y acuicultura, y de desarrollo y ejecución de la legislación española en materia de ordenación del sector pesquero.
Sobre la base de esas competencias, el Parlamento de Galicia aprobó su primera normativa en materia pesquera, la Ley 5/1985, de 11 de junio, de sanciones en materia pesquera, marisquera y de cultivos marinos. Esta normativa, quedaría posteriormente derogada por la Ley 6/1991, de 15 de mayo, de infracciones en materia de protección de recursos marítimo-pesqueros, que sentaría las bases para la creación del Servicio de Inspección y Vigilancia pesquera.
Asimismo, en abril del año 1990, la Consejería de Pesca, creó el Servicio de Busca y Salvamento, con el objetivo de «mejorar la calidad de vida del pescador gallego». La necesidad de la creación de un servicio de búsqueda y salvamento propio surgió a raíz de los numerosos accidentes marítimos en las costas de Galicia, y la falta de un servicio de salvamento a nivel estatal, ya que no sería hasta dos años más tarde cuando surgiese la Sociedad de Salvamento y Seguridad Marítima. Este servicio constituyó el primer servicio de este tipo en España y el segundo de Europa, siendo pionero en la utilización de medios aéreos civiles para las misiones de salvamento.
Transcurrida una década desde la creación de estos dos servicios, se estimó necesaria la creación de una estructura única, teniendo en cuenta la nueva situación socioeconómica del sector y del tráfico marítimo. En 2004 se promulgó la Ley 2/2004, de 21 de abril, por la que se crea el Servicio de Guardacostas de Galicia que englobaba todas estas funciones.

## Unidades de intervención
Para la realización de sus labores, el Servicio de Guardacostas de Galicia dispone de distintos medios marítimos y aéreos. Dentro de las unidades marítimas dispone de un total de un buque de remolcador, el Sebastián de Ocampo, un buque de salvamento e inspección marítima, el Irmáns García Nodal, y 24 embarcaciones de patrullaje. Las unidades aéreas se componen por dos helicópteros Sikorsky S-76, más un tercer helicóptero fletado para cubrir las paradas de mantenimiento.

### Unidades marítimas

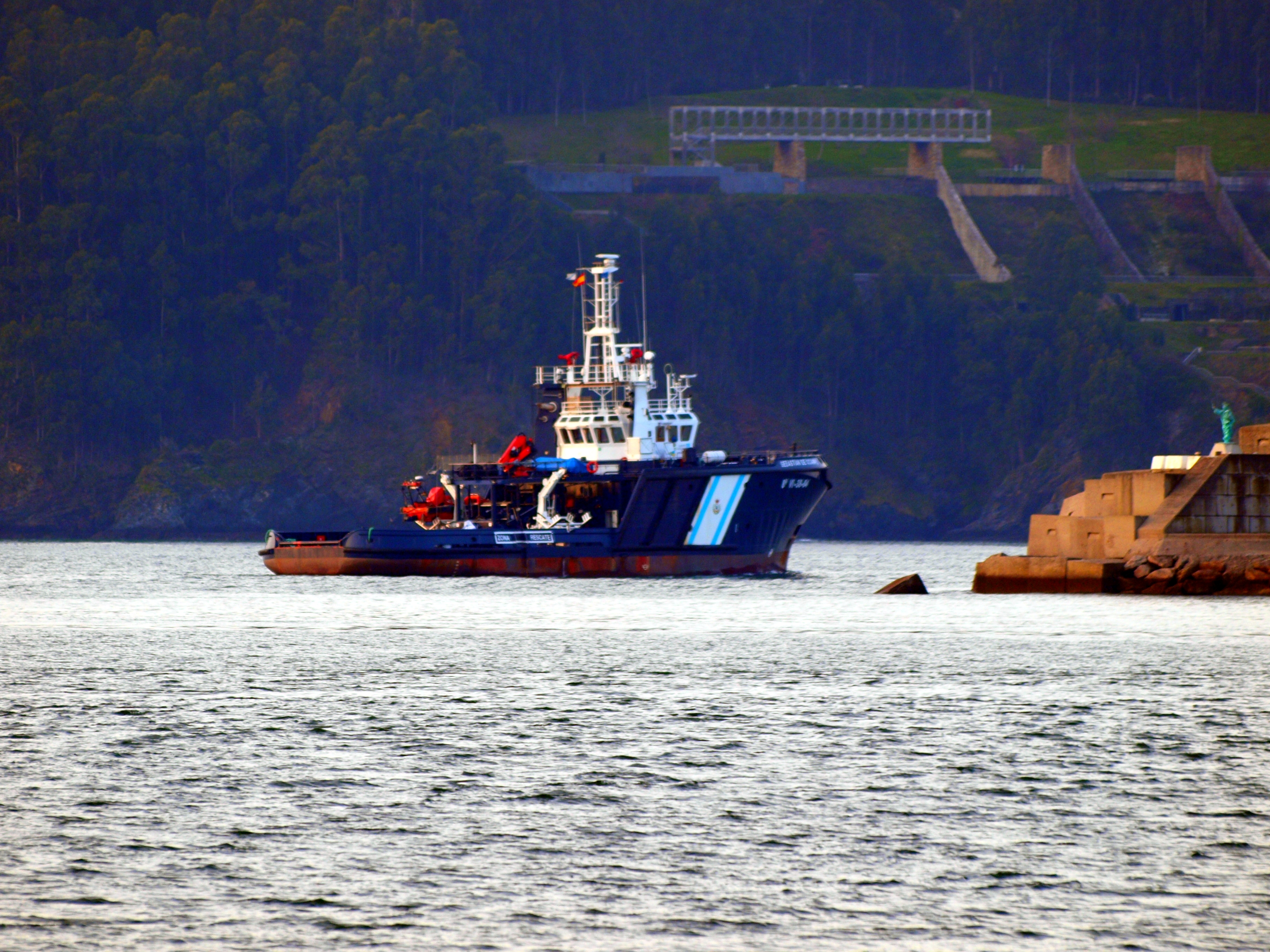
El «Sebastián de Ocampo» en Vivero (Lugo).

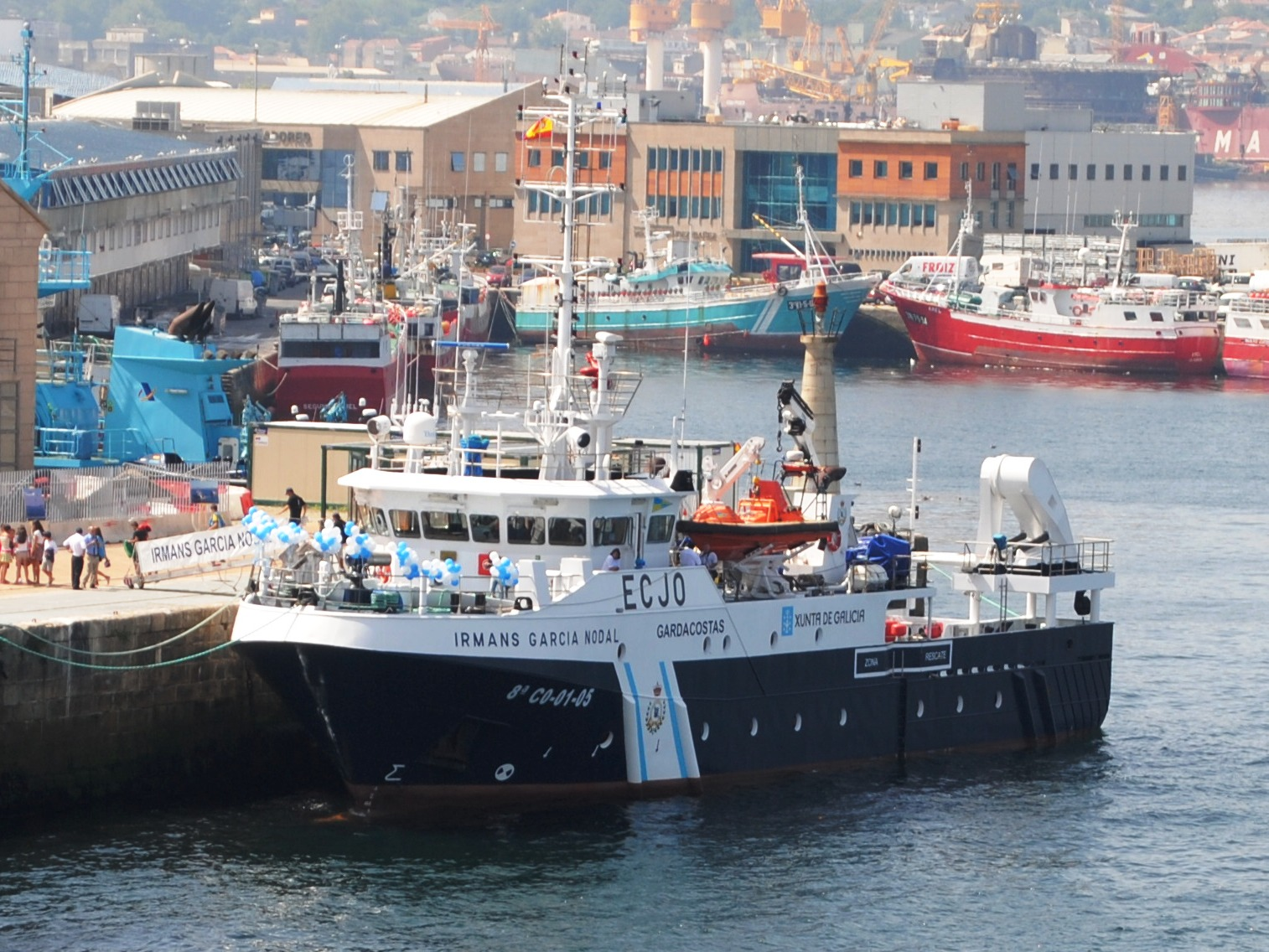
El buque «Irmáns García Nodal» en Vigo (Pontevedra).

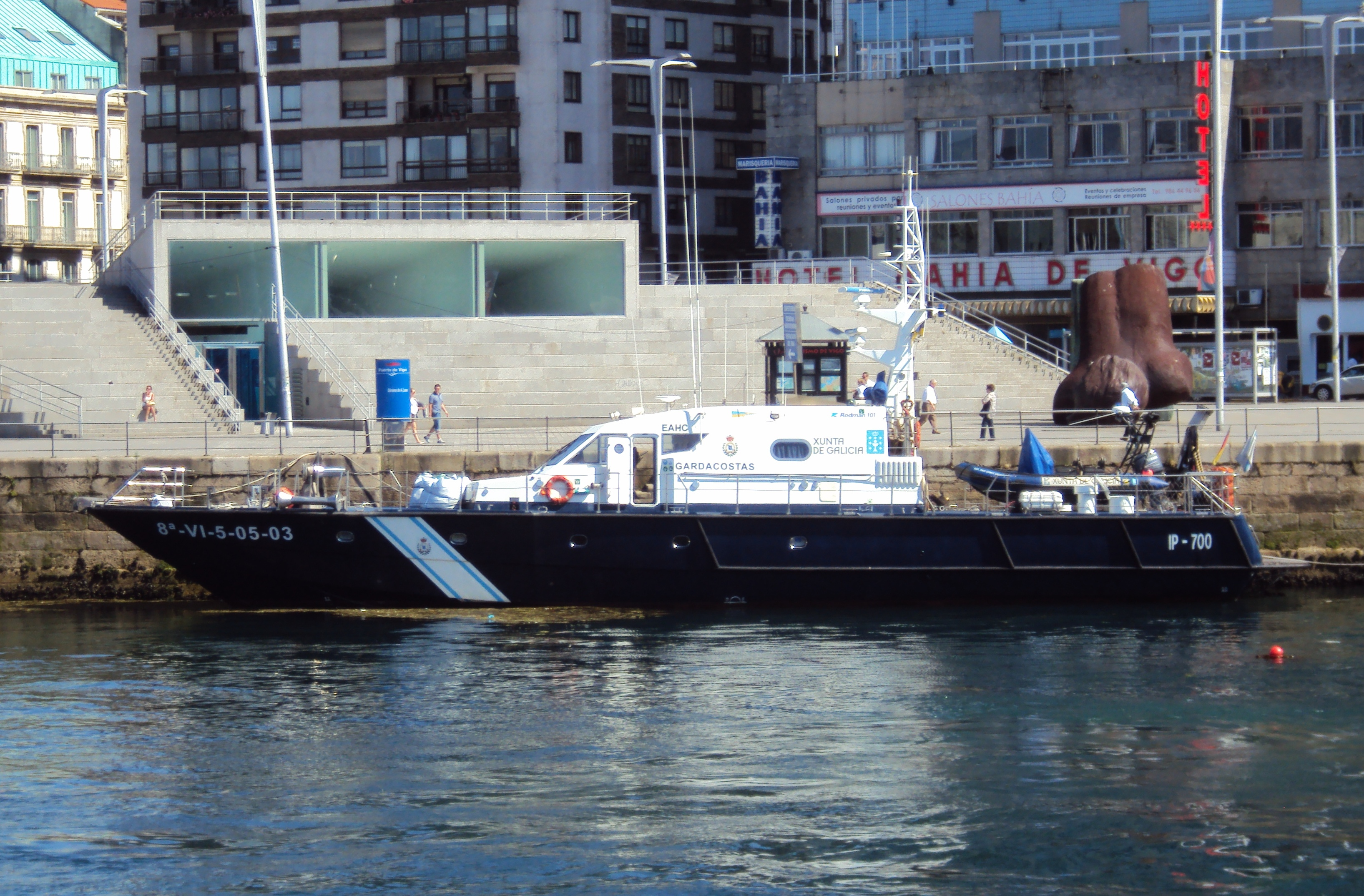
IP-700 «Paio Gómez Chariño» en Vigo (Pontevedra).

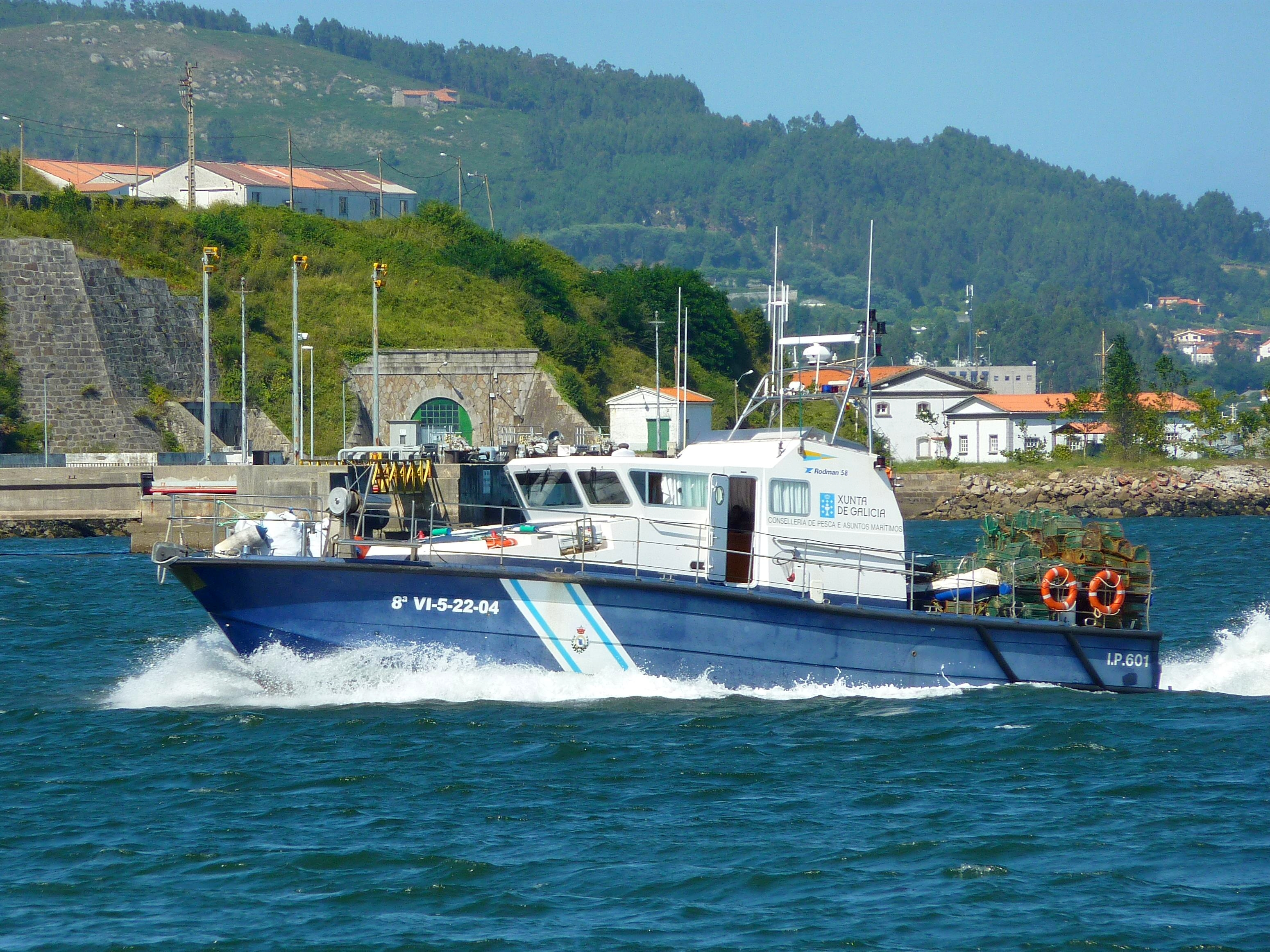
IP-601 «Punta Roncadoira» en Ferrol (La Coruña).

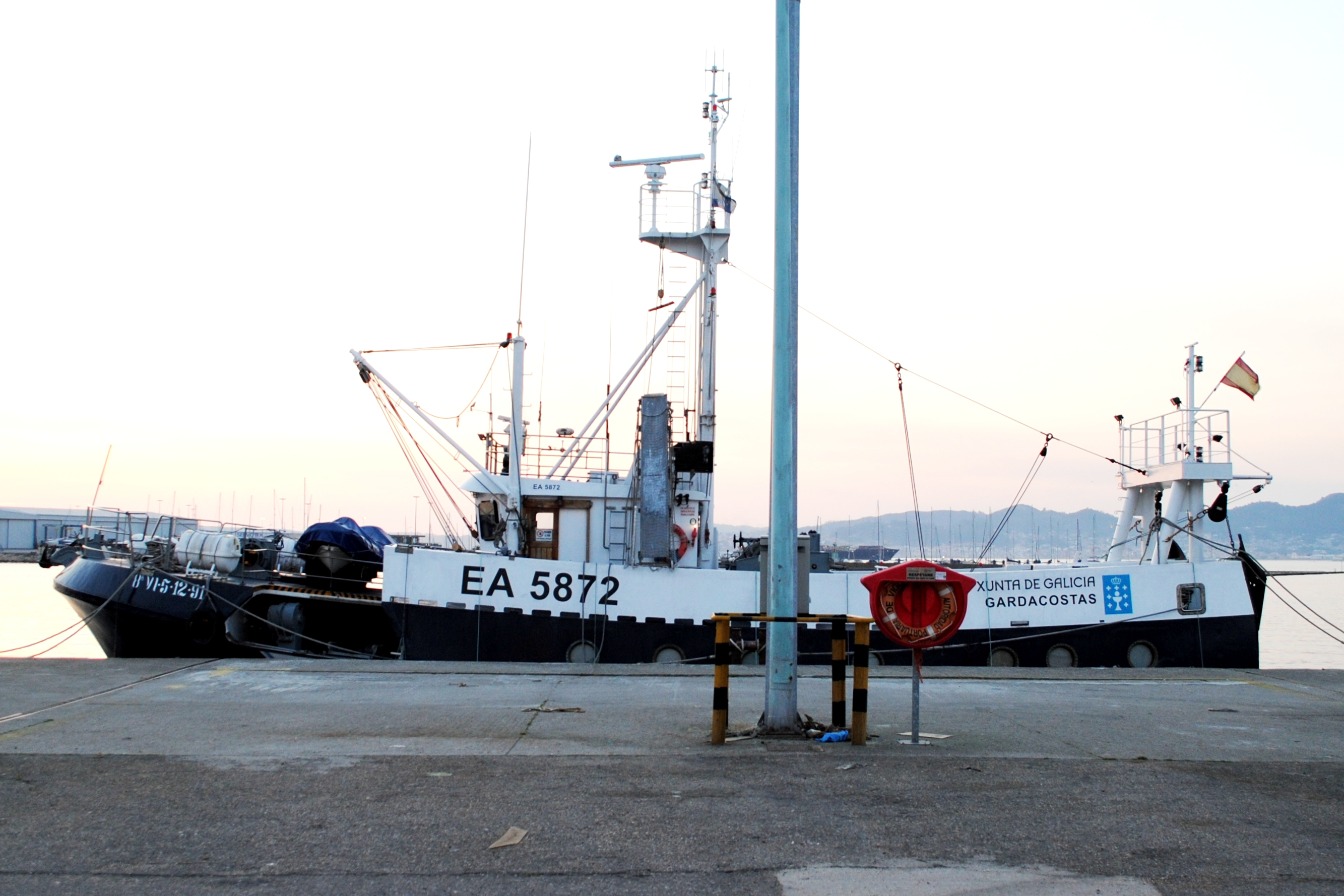
El buque «Valentín Paz Andrade» en Vigo (Pontevedra).

| Código | Nombre               | Indicativo | Año  | Estado      | Base                                 | Observaciones                                                                         |
| ------ | -------------------- | ---------- | ---- | ----------- | ------------------------------------ | ------------------------------------------------------------------------------------- |
|        | Sebastián de Ocampo  | ECIF       | 2005 | En servicio | Itinerante                           | Buque remolcador                                                                      |
|        | Irmáns García Nodal  | ECJO       | 2005 | En servicio | Itinerante                           | Embarcación de inspección y salvamento                                                |
|        | Ría de Vigo          | EDID       | 1985 | En servicio | Itinerante                           | Remolcador (Fletado).                                                                 |
|        | Valentín Paz Andrade | EA 5872    | 1991 | En servicio | Vigo (Pontevedra)                    | Buque Escuela e Inspección                                                            |
| IP-701 | Mar de Galicia       | EBTV       | 2022 | En servicio | Itinerante                           | Clase Rodman-130 (40 m. Eslora).                                                      |
| IP-700 | Paio Gómez Chariño   | EAHC       | 2003 | 2022        | Itinerante                           | Clase Rodman-101 Cedida por el MAPA a la Armada con la designación P83 "Isla de León" |
| EA7645 | Punta Seixo Branco   |            | 2020 | En servicio |                                      | Embarcación de la Clase Rodman-56                                                     |
| EA6784 | Punta Falcoeiro      |            | 2019 | En servicio | Santa Eugenia de Ribeira (La Coruña) | Embarcación de la Clase Rodman-56                                                     |
| IP-603 | Punta Da Guía        | EA5010     | 2019 | En servicio | Pontevedra                           | Embarcación de la Clase Rodman 56                                                     |
| IP-602 | Punta Promontoria    | EA4850     | 2019 | En servicio | Vigo (Pontevedra)                    | Embarcación de la Clase Rodman 56                                                     |
| IP-601 | Punta Roncadoira     | EA3030     | 2004 | En servicio | Vivero (Lugo)                        | Embarcación de la Clase Rodman-58.                                                    |
| IP-600 | Punta Festiñazo      | EA5804     | 2001 | En servicio | Mugía (La Coruña)                    | Embarcación de la Clase Rodman-58.                                                    |
| IP-313 |                      |            | 2009 | En servicio | Villagarcía de Arosa (Pontevedra)    |                                                                                       |
| IP-312 | Illa de Onza         |            | 2003 | En servicio | Puerto del Son (La Coruña)           |                                                                                       |
| IP-311 | Illas Malveiras      |            | 2002 | En servicio | Ribeira (La Coruña)                  |                                                                                       |
| IP-310 | Illa de San Simón    |            | 2002 | En servicio | Vigo (Pontevedra)                    |                                                                                       |
| IP-309 | A Miranda            |            | 2001 | En servicio | Ferrol (La Coruña)                   |                                                                                       |
| IP-308 | Illa de Cortegada    |            | 1998 | En servicio | Villagarcía de Arosa (Pontevedra)    |                                                                                       |
| IP-303 | Illa Vionta          |            |      | En servicio | La Coruña                            |                                                                                       |
| IP-209 | María Figueroa       |            |      | En servicio | Pontevedra                           | Embarcación tipo Zodiac                                                               |
| IP-208 | Os Cairos            |            |      | En servicio | Vivero (Lugo)                        | Embarcación tipo Zodiac.                                                              |
| IP-123 | María de Pazos       |            | 2007 | En servicio | Ribeira (La Coruña)                  |                                                                                       |
| IP-122 | Serra do Faro        |            | 2003 | En servicio | Villagarcía de Arosa (Pontevedra)    |                                                                                       |
| IP-121 | Serra do Caurel      |            | 1994 | En servicio | Pontevedra                           |                                                                                       |
| IP-118 | Pena Forcadas        |            |      | En servicio | Ribeira (La Coruña)                  |                                                                                       |
| IP-117 | Punta Faladoira      |            |      | En servicio | Puerto del Son (La Coruña)           |                                                                                       |
|        | Illas Sisargas       |            |      | En servicio | Mugía (La Coruña)                    | Embarcación tipo Zodiac                                                               |
|        | Gaivotiña            | EB 6665    | 1990 | En servicio | Ribeira (La Coruña)                  | Exhibición y a veces Inspección                                                       |
| IP-124 | María do Río Riveira |            | 2008 | 2020        |                                      | Astilleros Polináutica                                                                |
| IP-120 | Serra do Galiñeiro   |            | 1993 | Baja        | La Coruña                            | Embarcación Donada a Cruz Roja LS Condesa Pardo Bazan                                 |
| IP-119 | Pena Trevinca        |            | 1993 | 2018        | Pontevedra                           | Embarcación Donada a Cruz Roja                                                        |
| IP-112 | Xistral              |            | 1991 | 2020        | Ribeira (La Coruña)                  | Embarcación de la Clase Rodman 55M                                                    |
| IP-111 | Serra do Barbanza    |            | 1991 | 2019        | Vigo (Pontevedra)                    |                                                                                       |

### Unidades aéreas

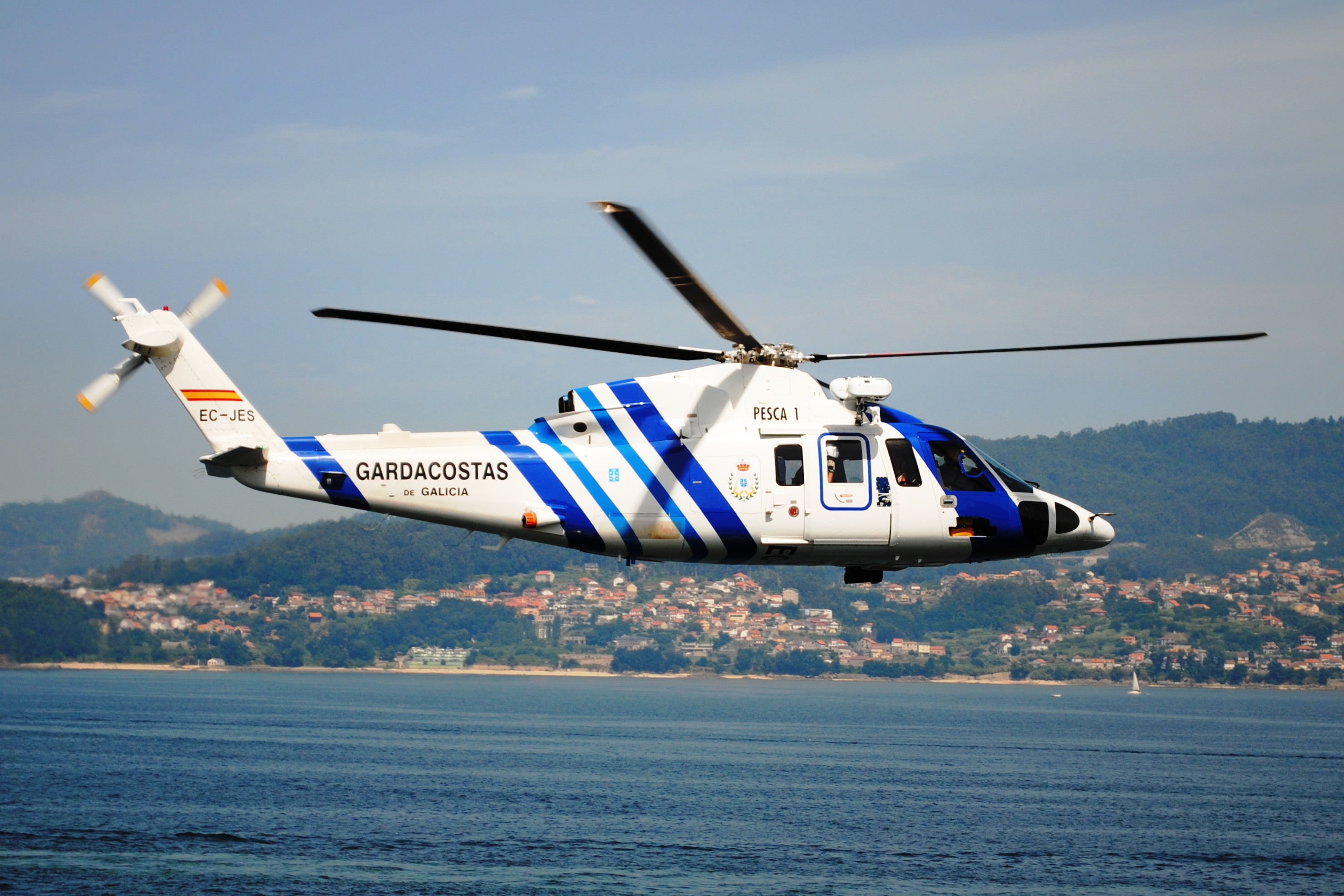
Sikorsky S-76 (Pesca 1) EC-JES en Vigo.

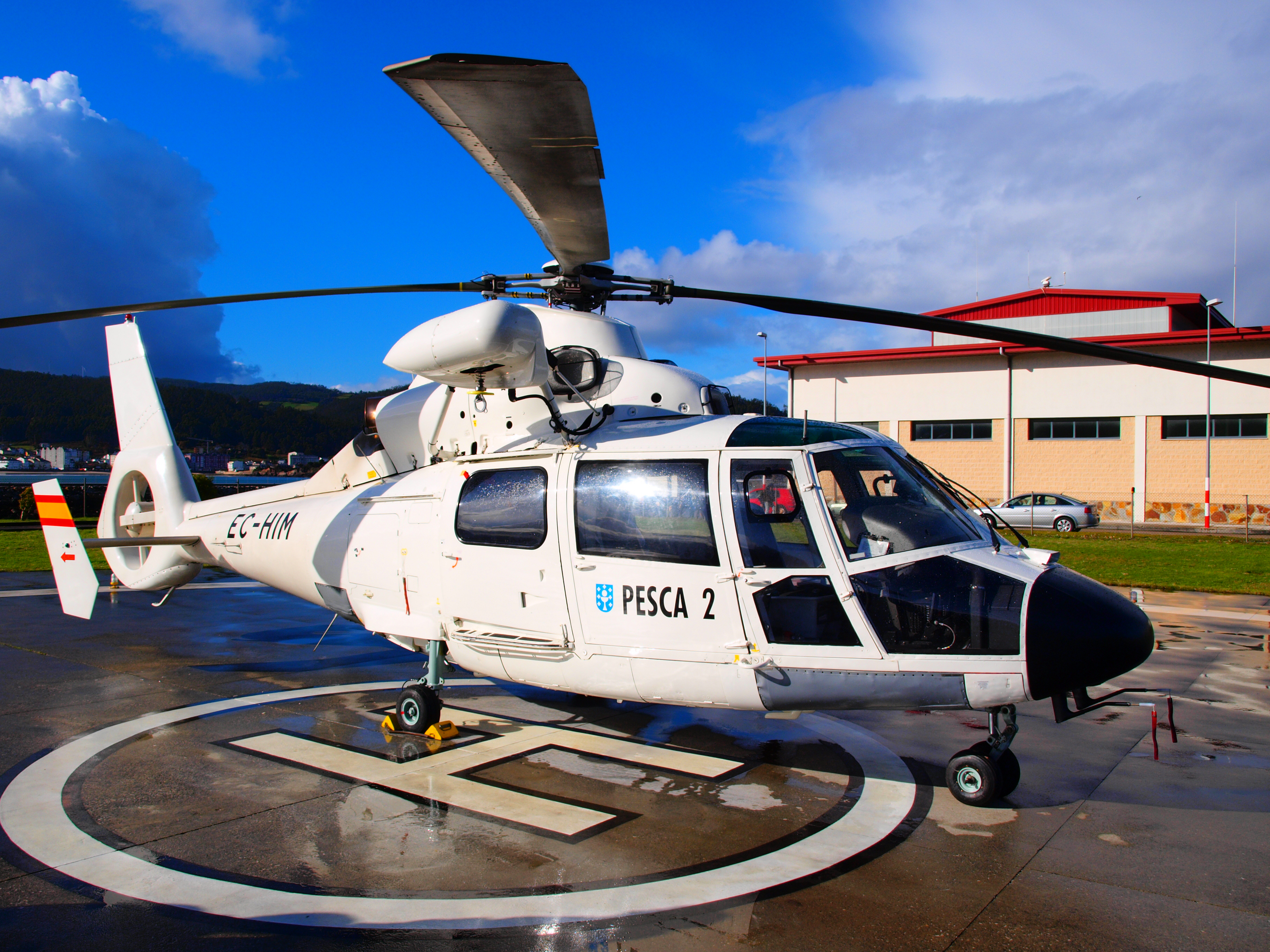
Eurocopter Dauphin en Vivero.

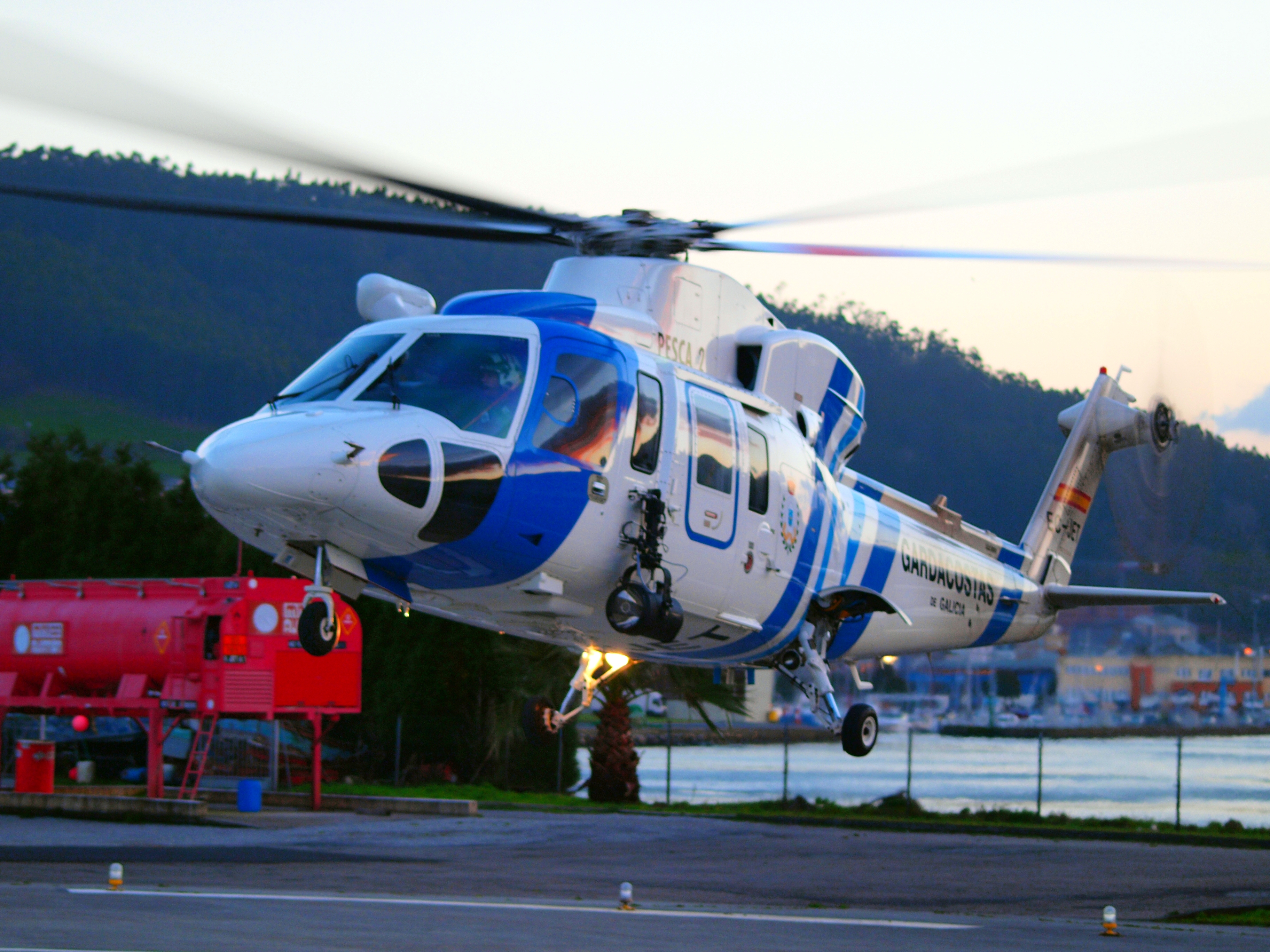
Sikorsky S-76 (Pesca 2) en Vivero.

Los medios aéreos del Servicio de Guardacostas de Galicia son un total de dos helicópteros conocidos como «Pescas», más uno empleado para coberturas de mantenimiento. Son las siguientes aeronaves:
| Aeronave             | Origen         | Matrícula | Versiones | Base                   | Observaciones |
| -------------------- | -------------- | --------- | --------- | ---------------------- | --- |
| Sikorsky S-76 Spirit | Estados Unidos | EC-JES    | S-76C+    | Aeropuerto de Vigo     | Conocido como Pesca 1. Propiedad de la Junta de Galicia y operado por Babcock International.                               |
| Sikorsky S-76 Spirit | Estados Unidos | EC-JET    | S-76C+    | Helipuerto Costa Norte | Conocido como Pesca 2. Propiedad de la Junta de Galicia y operado por Babcock International.                               |
| AgustaWestland AW139 | Italia         | Varios    | AW139     | Helipuerto Costa Norte | Basado en Vivero para cubrir las inoperatividades por mantenimiento de los S-76. Unidad alquilada a Babcock International. |

También, con anterioridad, otros modelos de helicópteros fueron empleados como medios aéreos del Servicio de Guardacostas de Galicia como «Pescas»:
| Aeronave           | Origen                 | Matrícula | Versiones           | Base                   | Observaciones          |
| ------------------ | ---------------------- | --------- | ------------------- | ---------------------- | ---------------------- |
| Eurocopter Dauphin | Francia                | EC-HCL    | AS-365N-2 Dauphin 2 | Aeropuerto de Vigo     | Empleado como Pesca 1. |
| Agusta-Bell 212    | Italia/ Estados Unidos | EC-FBM    | AB-212              | Helipuerto Costa Norte | Empleado como Pesca 2. |
| Agusta-Bell 212    | Italia/ Estados Unidos | EC-FBL    | AB-212              | Aeropuerto de Vigo     | Empleado como Pesca 1. |
| Agusta-Bell 412    | Italia/ Estados Unidos | EC-GSK    | AB-412              | Aeropuerto de Vigo     | Empleado como Pesca 1. |